# St. Louis Film Critics Association Award per il miglior regista
Il St. Louis Film Critics Association Award per il miglior regista è uno dei premi annuali conferiti dal St. Louis Film Critics Association.

## Vincitori

### Anni 2000
- 2004
  - Miglior regista di un film commedia/film musicale: Alexander Payne - Sideways - In viaggio con Jack (Sideways)
  - Miglior regista di un film drammatico: Martin Scorsese - The Aviator
- 2005
  - Ang Lee - I segreti di Brokeback Mountain (Brokeback Mountain)
  - Woody Allen - Match Point
  - George Clooney - Good Night, and Good Luck.
  - David Cronenberg - A History of Violence
  - Peter Jackson - King Kong
  - Fernando Meirelles - The Constant Gardener - La cospirazione (The Constant Gardener)
  - Frank Miller e Robert Rodriguez - Sin City
  - Steven Spielberg - Munich
- 2006
  - Martin Scorsese - The Departed - Il bene e il male (The Departed)
  - Bill Condon - Dreamgirls
  - Robert De Niro - The Good Shepherd - L'ombra del potere (The Good Shepherd)
  - Clint Eastwood - Flags of Our Fathers
  - Clint Eastwood - Lettere da Iwo Jima (Letters from Iwo Jima)
  - Stephen Frears - The Queen - La regina (The Queen)
  - Paul Greengrass - United 93
  - Edward Zwick - Blood Diamond - Diamanti di sangue (Blood Diamond)
- 2007
  - Joel ed Ethan Coen - Non è un paese per vecchi (No Country for Old Men)
  - Paul Thomas Anderson - Il petroliere (There Will Be Blood)
  - Tim Burton - Sweeney Todd - Il diabolico barbiere di Fleet Street (Sweeney Todd: The Demon Barber of Fleet Street)
  - Mike Nichols - La guerra di Charlie Wilson (Charlie Wilson's War)
  - Sean Penn - Into the Wild - Nelle terre selvagge (Into the Wild)
  - Julian Schnabel - Lo scafandro e la farfalla (Le scaphandre et le papillon)
- 2008
  - Danny Boyle - The Millionaire (Slumdog Millionaire)
  - Ron Howard - Frost/Nixon - Il duello (Frost/Nixon)
  - David Fincher - Il curioso caso di Benjamin Button (The Curious Case of Benjamin Button)
  - Gus Van Sant - Milk
  - Christopher Nolan - Il cavaliere oscuro (The Dark Knight)
- 2009
  - Kathryn Bigelow - The Hurt Locker
  - Wes Anderson - Fantastic Mr. Fox
  - Oren Moverman - Oltre le regole - The Messenger (The Messenger)
  - Jason Reitman - Tra le nuvole (Up in the Air)
  - Quentin Tarantino - Bastardi senza gloria (Inglourious Basterds)

### Anni 2010
- 2010
  - David Fincher - The Social Network
  - Darren Aronofsky - Il cigno nero (Black Swan)
  - Danny Boyle - 127 ore (127 Hours)
  - Tom Hooper - Il discorso del re (The King's Speech)
  - Christopher Nolan - Inception
- 2011
  - Michel Hazanavicius - The Artist
  - 2º classificato: Terrence Malick - The Tree of Life
  - David Fincher - Millennium - Uomini che odiano le donne (The Girl with the Dragon Tattoo)
  - Alexander Payne - Paradiso amaro (The Descendants)
  - Nicolas Winding Refn - Drive
- 2012
  - Ben Affleck - Argo
  - 2º classificato (ex aequo): Quentin Tarantino - Django Unchained
  - 2º classificato (ex aequo): Benh Zeitlin - Re della terra selvaggia (Beasts of the Southern Wild)
  - Wes Anderson - Moonrise Kingdom - Una fuga d'amore (Moonrise Kingdom)
  - Kathryn Bigelow - Zero Dark Thirty
  - Ang Lee - Vita di Pi (Life of Pi)
- 2013
  - Steve McQueen - 12 anni schiavo (12 Years a Slave)
  - 2º classificato: Alfonso Cuarón - Gravity
  - Spike Jonze - Lei (Her)
  - Alexander Payne - Nebraska
  - David O. Russell - American Hustle - L'apparenza inganna (American Hustle)
- 2014
  - Alejandro González Iñárritu - Birdman
  - Wes Anderson - Grand Budapest Hotel (The Grand Budapest Hotel)
  - David Fincher - L'amore bugiardo - Gone Girl (Gone Girl)
  - Richard Linklater - Boyhood
  - Morten Tyldum - The Imitation Game
- 2015
  - Tom McCarthy - Il caso Spotlight (Spotlight)
  - 2º classificato: George Miller - Mad Max: Fury Road
  - Todd Haynes - Carol
  - Alejandro G. Iñárritu - Revenant - Redivivo (The Revenant)
  - Ridley Scott - Sopravvissuto - The Martian (The Martian)
- 2016
  - Damien Chazelle - La La Land
  - 2º classificato (ex aequo): Kenneth Lonergan - Manchester by the Sea
  - 2º classificato (ex aequo): Denis Villeneuve - Arrival
  - Barry Jenkins - Moonlight
  - David Mackenzie - Hell or High Water
- 2017
  - Guillermo del Toro - La forma dell'acqua - The Shape of Water (The Shape of Water)
  - Denis Villeneuve - Blade Runner 2049
  - Greta Gerwig - Lady Bird
  - Jordan Peele - Scappa - Get Out (Get Out)
  - Steven Spielberg - The Post
- 2018
  - Spike Lee - BlacKkKlansman
  - Bradley Cooper - A Star Is Born
  - Alfonso Cuarón - Roma
  - Yorgos Lanthimos - La favorita (The Favourite)
  - Adam McKay - Vice - L'uomo nell'ombra (Vice)
- 2019
  - Quentin Tarantino - C'era una volta a... Hollywood (Once Upon a Time... in Hollywood)
  - Bong Joon-Ho - Parasite (Gisaengchung)
  - Sam Mendes - 1917
  - Martin Scorsese - The Irishman
  - Taika Waititi - Jojo Rabbit

### Anni 2020
- 2020
  - Chloé Zhao - Nomadland
  - Emerald Fennell - Una donna promettente (Promising Young Woman)
  - Lee Isaac Chung - Minari
  - Spike Lee - Da 5 Bloods - Come fratelli (Da 5 Bloods)
  - Aaron Sorkin - Il processo ai Chicago 7 (The Trial of the Chicago 7)
- 2021[2][3]
  - Jane Campion - Il potere del cane (The Power of the Dog)
  - Paul Thomas Anderson - Licorice Pizza
  - Wes Anderson - The French Dispatch of the Liberty, Kansas Evening Sun
  - Kenneth Branagh - Belfast
  - Steven Spielberg - West Side Story
  - Denis Villeneuve - Dune
- 2022[4]
  - Sarah Polley - Women Talking
  - Daniel Kwan e Daniel Scheinert - Everything Everywhere All at Once
  - Baz Luhrmann - Elvis
  - Martin McDonagh - Gli spiriti dell'isola (The Banshees of Inisherin)
  - Steven Spielberg - The Fabelmans
- 2023[5]
  - Christopher Nolan – Oppenheimer
  - Greta Gerwig – Barbie
  - Todd Haynes – May December
  - Martin Scorsese – Killers of the Flower Moon
  - Celine Song – Past Lives
- 2024[6]
  - Denis Villeneuve – Dune - Parte due (Dune: Part Two)
  - Mohammad Rasoulof – Il seme del fico sacro (Dāne-ye anjīr-e ma'ābed)
  - Edward Berger – Conclave
  - Brady Corbet – The Brutalist
  - RaMell Ross – Nickel Boys